# Andinobates
Andinobates es un género de anfibios anuros neotropicales de la familia Dendrobatidae. Las especies de este género estaban incluidas anteriormente en Ranitomeya. Se distribuyen por los bosques tropicales de Panamá, Colombia y este de Ecuador.

## Especies
Se reconocen las siguientes 15 especies:
- Andinobates abditus (Myers & Daly, 1976)
- Andinobates altobueyensis (Silverstone, 1975)
- Andinobates bombetes (Myers & Daly, 1980)
- Andinobates cassidyhornae[3] Amézquita, Márquez, Medina, Mejía-Vargas, Kahn, Suárez & Mazariegos, 2013
- Andinobates claudiae (Jungfer, Lötters, & Jörgens, 2000)
- Andinobates daleswansoni (Rueda-Almonacid, Rada, Sanchez-Pacheco, Velasquez-Alvarez, & Quevedo-Gil, 2006)
- Andinobates dorisswansonae (Rueda-Almonacid, Rada, Sanchez-Pacheco, Velasquez-Álvarez, & Quevedo-Gil, 2006)
- Andinobates fulguritus (Silverstone, 1975)
- Andinobates geminisae[4] Batista, Jaramillo, Ponce & Crawford, 2014
- Andinobates minutus (Shreve, 1935)
- Andinobates opisthomelas (Boulenger, 1899)
- Andinobates tolimensis (Bernal-Bautista, Luna-Mora, Gallego, & Quevedo-Gil, 2007)
- Andinobates viridis (Myers & Daly, 1976)
- Andinobates victimatus Márquez, Mejía-Vargas, Palacios-Rodríguez, Ramírez-Castañeda & Amézquita, 2017
- Andinobates virolinensis (Ruiz-Carranza & Ramírez-Pinilla, 1992)